# Biathlon aux Jeux olympiques de 1984
Navigation
Lake Placid 1980 Calgary 1988
Les épreuves de biathlon aux Jeux olympiques d'hiver de 1984 ont lieu sur le site de Igman - Veliko Polke entre le 11 au 17 février 1984.

## Médailles

### Tableau des médailles
| Rang  | Nation               | Or | Argent | Bronze | Total |
| ----- | -------------------- | -- | ------ | ------ | ----- |
| 1     | Allemagne de l'Ouest | 1  | 1      | 1      | 3     |
| 1     | Norvège              | 1  | 1      | 1      | 3     |
| 3     | Union soviétique     | 1  | 0      | 0      | 1     |
| 4     | Allemagne de l'Est   | 0  | 1      | 1      | 2     |
| Total | Total                | 3  | 3      | 3      | 9     |

### Podiums
| Épreuve           | Or                                                                               | Argent                                                       | Bronze                                                                       |
| ----------------- | -------------------------------------------------------------------------------- | ------------------------------------------------------------ | ---------------------------------------------------------------------------- |
| 10 km sprint      | Eirik Kvalfoss                                                                   | Peter Angerer                                                | Matthias Jacob                                                               |
| 20 km individuel  | Peter Angerer                                                                    | Frank-Peter Rötsch                                           | Eirik Kvalfoss                                                               |
| Relais 4 × 7,5 km | Union soviétique Dmitri Vassiliev Yuri Kachkarov Algimantas Šalna Sergei Buligin | Norvège Odd Lirhus Eirik Kvalfoss Rolf Storsveen Kjell Søbak | Allemagne de l'Ouest Ernst Reiter Walter Pichler Peter Angerer Fritz Fischer |

## Résultats

### 10 km sprint
| Rang                                | Nom                | Nation               | Pénalités | Temps         | Retard        |
| ----------------------------------- | ------------------ | -------------------- | --------- | ------------- | ------------- |
| Médaille d'or, Jeux olympiques      | Eirik Kvalfoss     | Norvège              | 2         | 30 min 53 s 8 |               |
| Médaille d'argent, Jeux olympiques  | Peter Angerer      | Allemagne de l'Ouest | 1         | 31 min 02 s 4 | +8 s 6        |
| Médaille de bronze, Jeux olympiques | Matthias Jacob     | Allemagne de l'Est   | 0         | 31 min 10 s 5 | +16 s 7       |
| 4                                   | Kjell Søbak        | Norvège              | 1         | 31 min 19 s 7 | +25 s 9       |
| 5                                   | Algimantas Šalna   | Union soviétique     | 2         | 31 min 20 s 8 | +27 s 0       |
| 6                                   | Yvon Mougel        | France               | 2         | 31 min 32 s 9 | +39 s 1       |
| 7                                   | Frank-Peter Rötsch | Allemagne de l'Est   | 2         | 31 min 49 s 8 | +56 s 0       |
| 8                                   | Fritz Fischer      | Allemagne de l'Ouest | 2         | 32 min 04 s 7 | +1 min 10 s 9 |
| 9                                   | Jan Matouš         | Tchécoslovaquie      | 3         | 32 min 10 s 5 | +1 min 16 s 7 |
| 10                                  | Yuri Kachkarov     | Union soviétique     | 2         | 32 min 15 s 2 | +1 min 21 s 4 |

### 20 km individuel
| Rang                                | Nom                | Nation               | Temps réel        | Pénalités (minutes) | Résultat          | Retard        |
| ----------------------------------- | ------------------ | -------------------- | ----------------- | ------------------- | ----------------- | ------------- |
| Médaille d'or, Jeux olympiques      | Peter Angerer      | Allemagne de l'Ouest | 1 h 09 min 52 s 7 | 2                   | 1 h 11 min 52 s 7 |               |
| Médaille d'argent, Jeux olympiques  | Frank-Peter Rötsch | Allemagne de l'Est   | 1 h 10 min 21 s 4 | 3                   | 1 h 13 min 21 s 4 | +1 min 28 s 7 |
| Médaille de bronze, Jeux olympiques | Eirik Kvalfoss     | Norvège              | 1 h 09 min 02 s 4 | 5                   | 1 h 14 min 02 s 4 | +2 min 09 s 7 |
| 4                                   | Yvon Mougel        | France               | 1 h 10 min 53 s 1 | 4                   | 1 h 14 min 53 s 1 | +3 min 00 s 4 |
| 5                                   | Frank Ullrich      | Allemagne de l'Est   | 1 h 11 min 53 s 7 | 3                   | 1 h 14 min 53 s 7 | +3 min 01 s 0 |
| 6                                   | Rolf Storsveen     | Norvège              | 1 h 11 min 23 s 9 | 4                   | 1 h 15 min 23 s 9 | +3 min 31 s 2 |
| 7                                   | Fritz Fischer      | Allemagne de l'Ouest | 1 h 11 min 49 s 7 | 4                   | 1 h 15 min 49 s 7 | +3 min 57 s 0 |
| 8                                   | Leif Andersson     | Suède                | 1 h 13 min 19 s 3 | 3                   | 1 h 16 min 19 s 3 | +4 min 26 s 6 |
| 9                                   | Andreas Zingerle   | Italie               | 1 h 12 min 21 s 7 | 4                   | 1 h 16 min 21 s 7 | +4 min 29 s 0 |
| 10                                  | Jan Matouš         | Tchécoslovaquie      | 1 h 11 min 39 s 0 | 5                   | 1 h 16 min 39 s 0 | +4 min 46 s 3 |

### Relais 4 × 7,5 km
| Rang                                | Équipe                                                                           | Pénalités            | Résultat                                                                  |
| ----------------------------------- | -------------------------------------------------------------------------------- | -------------------- | ------------------------------------------------------------------------- |
| Médaille d'or, Jeux olympiques      | Union soviétique Dmitri Vassiliev Yuri Kachkarov Algimantas Šalna Sergei Buligin | 2+9 0+2 0+3 2+4 0+0  | 1 h 38 min 51 s 7 24 min 52 s 4 24 min 34 s 8 25 min 17 s 8 24 min 06 s 7 |
| Médaille d'argent, Jeux olympiques  | Norvège Odd Lirhus Eirik Kvalfoss Rolf Storsveen Kjell Søbak                     | 2+10 2+4 0+2         | 1 h 39 min 03 s 9 26 min 56 s 2 23 min 27 s 6 24 min 46 s 5 23 min 53 s 6 |
| Médaille de bronze, Jeux olympiques | Allemagne de l'Ouest Ernst Reiter Walter Pichler Peter Angerer Fritz Fischer     | 1+9 0+0 1+5 0+0 0+4  | 1 h 39 min 05 s 1 26 min 01 s 9 25 min 13 s 5 23 min 39 s 3 24 min 10 s 4 |
| 4                                   | Allemagne de l'Est Holger Wick Frank-Peter Rötsch Matthias Jacob Frank Ullrich   | 1+9 1+3 0+0 0+3      | 1 h 40 min 04 s 7 26 min 01 s 2 23 min 52 s 6 24 min 32 s 8 25 min 38 s 1 |
| 5                                   | Italie Adriano Darioli Gottlieb Taschler Johann Passler Andreas Zingerle         | 0+9 0+3 0+1 0+4 0+1  | 1 h 42 min 32 s 8 26 min 14 s 3 25 min 43 s 5 25 min 50 s 4 24 min 44 s 6 |
| 6                                   | Tchécoslovaquie Jaromír Šimůnek Zdeněk Hák Peter Zelinka Jan Matouš              | 4+11 0+2 0+3 1+3 3+3 | 1 h 42 min 40 s 5 25 min 59 s 5 25 min 06 s 4 26 min 16 s 2 25 min 18 s 4 |
| 7                                   | Finlande Keijo Tiitola Toivo Mäkikyrö Arto Jääskeläinen Tapio Piipponen          | 2+10 0+2 1+4 0+0     | 1 h 43 min 16 s 0 25 min 58 s 9 26 min 08 s 4 26 min 29 s 9 24 min 38 s 8 |
| 8                                   | Autriche Rudolf Horn Walter Hörl Franz Schuler Alfred Eder                       | 1+11 0+2 1+3 0+4 0+2 | 1 h 43 min 28 s 1 26 min 17 s 2 25 min 48 s 6 26 min 18 s 7 25 min 03 s 6 |
| 9                                   | France Francis Mougel Éric Claudon Yvon Mougel Christian Poirot (de)             | 3+10 2+5 0+0 1+5 0+0 | 1 h 43 min 57 s 6 27 min 23 s 6 25 min 36 s 1 26 min 22 s 9 24 min 35 s 0 |
| 10                                  | Suède Sven Fahlén Tommy Höglund Roger Westling Ronnie Adolfsson                  | 2+14 1+6 0+1 0+2 1+5 | 1 h 44 min 28 s 2 27 min 02 s 0 25 min 23 s 4 26 min 04 s 9 25 min 57 s 9 |